# Feminicidio de Solsiret Rodríguez
El feminicidio de Solsiret Rodríguez Aybar es un caso de desaparición y feminicidio, ocurrido el 23 de agosto de 2016 en Lima, Perú. Solsiret era una activista feminista. Su caso evidenció algunas fallas del sistema judicial peruano, como la demora y el rechazo inicial de la policía para aceptar la denuncia por desaparición. Tras tres años y medio de búsqueda, sus restos fueron hallados en 2020. Los principales acusados son su cuñado, Kevin Villanueva Castillo, y Andrea Aguirre Concha, pareja de este.
Debido a la persistencia de la familia por obtener justicia, el caso tuvo una gran repercusión mediática y social que visibilizó la situación de las desapariciones y feminicidios en el país. Ello evidenció la falta de procedimientos adecuados y diferenciados, marcando un precedente en la demanda de un protocolo específico para la atención de desapariciones de mujeres en el Perú.
En mayo del 2020, el Ministerio de la Mujer y Poblaciones Vulnerables  publicó el Protocolo de Atención de personas desaparecidas en situación de vulnerabilidad con la finalidad de difundir los pasos que se tienen que realizar para reportar las desapariciones de personas en situación de vulnerabilidad. 
En abril del 2022, se implementó el Decreto Supremo Nº 005-2022-MIMP donde se incluye las desapariciones de mujeres, niñas, niños y adolescentes como nuevas modalidades de violencia de género. 

## Impacto social y activismo feminista
Solsiret Melchorita Rodríguez Aybar fue una joven activista feminista estudiante de Sociología de la Universidad Nacional Federico Villarreal. Participaba en diversos espacios de activismo y en la colectiva "Ni Una Menos - Callao".
Era la única hija de Rosario Aybar y Carlos Rodriguez. Solsiret tenía dos hijos con su pareja, Brian Villanueva Castillo, y vivían juntos en el departamento de los padres de él, ubicado en el Callao.
De acuerdo con diversos testimonios, Solsiret habría sido víctima de acoso por parte de su cuñado, Kevin Villanueva. Sin embargo, este hecho fue minimizado y desestimado por la familia de su pareja.

## Hechos
- 23 de agosto de 2016: Se produce el asesinato de Solsiret Rodríguez en su domicilio en el Callao, Perú. La agresión, que se realizó en un contexto de acoso sexual y discriminación de género, fue tipificada como feminicidio agravado.[11]
- 18 de febrero de 2020: Fecha del término del proceso de búsqueda del cuerpo de Solsiret. Tras tres años y medio después de su desaparición, los miembros de la Policía Nacional del Perú (PNP) hallaron un fardo con sus restos en la casa de Andrea Aguirre Concha, ubicada en el Cercado de Lima. De acuerdo con la tesis del fiscal, Kevin Villanueva (cuñado de Solsiret) y Andrea Aguirre (pareja de éste) la asesinaron.[12]
- 4 de marzo de 2022: Se inicia el juicio oral en el que se presentan testimonios, pruebas documentales y peritajes. Durante esta fase se expone el contexto de acoso y violencia de género, así como las deficiencias en la respuesta institucional.[13]
- 03 de junio de 2022: El Juzgado Penal Colegiado del Callao condenó a 30 años de pena privativa de la libertad a Kevin Villanueva por el delito de feminicidio agravado y a 28 años de cárcel a Andrea Aguirre por el delito de homicidio calificado. Brian Villanueva Castillo (pareja de Solsiret) y Yolanda Isabel Castillo García (suegra de la víctima) fueron condenados a 3 años y 4 meses de cárcel por el delito de encubrimiento real, ya que tuvieron conocimiento de los hechos.[14]
- 15 de enero de 2024: La Segunda Sala Penal de Apelaciones del Callao ratificó la condena contra Andrea Aguirre. Sin embargo, absolvió a Kevin Villanueva por el delito de feminicidio, cambiándolo por el delito de encubrimiento personal y real con una condena de 6 años. También revocó en su totalidad la sentencia contra Bryan Villanueva, expareja y padre de los hijos de Solsiret, y a su madre Yolanda Castillo García por encubrimiento real, ordenando su inmediata libertad.[15]
- 22 de marzo de 2024: La Segunda Sala Penal de Apelaciones Permanente del Callao concedió el recurso de casación con la finalidad de revocar la sentencia. Fue presentado por la defensa legal de Solsiret y su familia, a cargo del Centro de la Mujer Peruana Flora Tristán, quienes acompañan el caso desde hace varios años.[16]